# Debriefing the President
Debriefing the President är en kommande amerikansk miniserie som har premiär under 2025. Serien är producerad av TNT och kommer bestå av fyra avsnitt. Den spelas in i Kairo.

## Handling
Serien handlar om CIA-analytikern John Nixon, som förhör Saddam Hussein efter hans gripande 2003. Serien bygger på Nixons memoarer och följer hans insikt om att många av USA:s antaganden om Irak var felaktiga, vilket får honom att ifrågasätta invasionens legitimitet. Genom intensiva förhör blottläggs både Saddam Husseins personlighet och de politiska konsekvenserna av kriget.

## Rollista (i urval)
- Joel Kinnaman – John Nixon
- Lena Góra – Polly Stevens